# Jacques Morion
Jacques Morion né le 10 février 1863 à Chambéry et mort le 23 septembre 1904 à Chambéry est un peintre français.

## Biographie
Son père, meunier travaillait dans le quartier de Revériaz, sur le cours de l'Hyères à Chambéry. Ses professeurs d'école puis de lycée, décelant ses talents artistiques, vont très tôt les encourager comme Benoît-Hermogaste Molin qui va le former au dessin et à la peinture à l'école de peinture de Chambéry. En 1879 il reçoit la médaille du prix Pillet-Will  avec deux autres condisciples. Le 25 janvier 1880, il part pour se perfectionner à Paris où il étudie en compagnie, entre autres, de Léon Germain Pelouse, de Louis Marie Adrien Jourdeuil, un savoyard comme lui , .
Ensuite il revient au pays natal pour pratiquer son art tout en exerçant le métier de négociant meunier. Il expose ses œuvres à la galerie Janin. En 1886, il devient membre de l'Union artistique qui avait été fondée en 1882 par Jules Daisay. À partir de 1897, il expose régulièrement au salon des Champs-Elysées à Paris et au salon de Lyon . L'année suivante, il entre aux Artistes français et par la suite devient membre de la Société des Peintres de Montagne. En 1900, Jules Daisay, conservateur du musée des beaux-arts de Chambéry, meurt : Jacques Morion le remplace et devient professeur à l'école de peinture.
À quarante-et-un ans, il meurt et un de ses élèves Jean Bugnard lui rend hommage lors de ses obsèques. 

## Œuvres
Les œuvres citées  se trouvent au Musée des beaux-arts de Chambéry 
- Fin d'automne en Savoie. Mon village. Le vieux pont de Cognin
- Fin d'été en Savoie. Le Lac du Bourget
- Le Matin au pont des chèvres
- Portrait de D. Delgrange, directeur du conservatoire de Chambéry
- Portrait de Joseph Bonjean
- Portrait de Madame Delgrange
- Régiment d'artilleurs traversant le village de Grésy-sur-Aix
- Vénus
- Vieux Pont sur le ruisseau de la cascade